# Лупул-Хмельницкая, Розанда

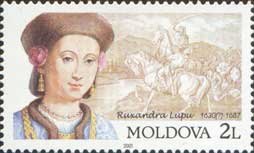
Дочь В. Лупу—Розанда (Роксана, Руксандра)

Розанда (Роксана, Руксандра) Лупу-Хмельницкая (около 1630 — 1686 или 1687) — княжна, дочь наказного господаря Молдавского княжества Василия Лупул Албанца, который считался владетелем огромных богатств и славился особенно красотою своих дочерей.
Александра («Домна Розанда», Домна-Розанда) сестра княгини Марии Радзивилл (урождённая Лупул), второй жены великого гетмана Литовского Януша Радзивилла.
В 1649 году Тимофей Хмельницкий, с полтавским полковником Пушкарём, прилуцким полковником Носом и Дорошенком, водили в Молдавию 16 000 казаков, посланных туда гетманом запорожских черкас Б. Хмельницким, с целью вынудить наказного молдавского господаря Василия Лупула дать согласие на брак его дочери со своим старшим сыном, хотя В. Лупул не хотел этого брака, и планировал выдать младшую дочь за другого крупного польского вельможу Димитрия Висьневецкого (Вишневецкого), и ни в каком случае не думал выдавать её за казака, он всё же на прямую не отказал.
В 1650 году Б. Хмельницкий, для своих зарождающихся честолюбивых замыслов основателя династии, умело использовал конфликт между Молдавией и крымскими татарами, вместе с ними он вторгся в Молдавское княжество Османской империи, и опустошив всю молдаванскую страну и предав Яссы огню. После этого князь В. Лупул был вынужден заключить мир с Б. Хмельницким, и волей-неволей должен был согласиться на брак своей дочери, и обещал дочь свою Домну Локсандру в жены Тимофею, но не хотел исполнить его, и искал помощи у поляков. Союз молдавсеого господаря и гетмана было решено скрепить браком сына Хмельницкого Тимофея с дочерью В. Лупула Руксандрой, и их брак должен был послужить заключению мира между ними.
Польских панов возмутила наглость Б. Хмельницкого, решившего принудительно обвенчать их, не спрашивая согласия ни самой красавицы, ни отца её тем более, что некоторые из них сами добивались руки красавицы Домны Локсандры у отца, а её сестра была замужем за магнатом Я. Радзивиллом. Калиновский, к которому собралось много знатных шляхтичей, загородил дорогу запорожским черкасам, расположившись лагерем из 20 000 человек на берегу Буга, близ горы Батог. Тут и произошло боестолкновение, поляки потерпели страшное поражение почти всё их войско, с военачальниками и знатными панами было вырезано и перебито, а  Б. Хмельницкий в письме к польскому королю назвал эту резню «шалостью, свойственной веселым людям»!».
31 августа 1652 году вышла замуж за сына Богдана Хмельницкого Тимо́ша Хмельницкого, наказного гетмана Войска Запорожского, в 1652—1653 годах.
В 1653 году родила в Чигирине двух мальчиков-близнецов, судьба которых неизвестна. После гибели мужа Тимофея Хмельницкого, в 1653 году, вместе с детьми некоторое время проживала в Суботове, где её, в частности, посещал патриарх Макарий Антиохийский 

"… мы прибыли в село Суботов, где обычно жил покойник Тимофей, сын гетмана. Жители вышли нам навстречу с процессией и ввели нас в большую новую церкву св. Михаила … Его вдова … несколько раз посетила нашего владыку. В воскресенье рано (3 августа — П. А.), после заутрени мы в ней отслужили панихиду над её мужем … "— " Путешествие Патриарха Макария " (Павел Алеппский), запись 2 августа 1654)
Впоследствии она перебралась в подаренное Богданом Хмельницким имение Зеньковский Ключ на Полтавщине.
Исторические источники Молдавии сообщают, что с 1666 года двадцать лет своей жизни Розанда прожила в Молдавии — пока во время одного из польско-молдавских конфликтов не была захвачена польскими жолнёрами в плен в крепости Нямц и в 1686 (по другим данным 1687) году казнена — как невестка ненавистного им Богдана Хмельницкого.